# Rio Claro (vattendrag i Brasilien, São Paulo, lat -23,58, long -45,97)
Rio Claro är ett vattendrag i Brasilien.   Det ligger i delstaten São Paulo, i den sydöstra delen av landet, 900 km söder om huvudstaden Brasília.
I omgivningarna runt Rio Claro växer i huvudsak städsegrön lövskog. Runt Rio Claro är det ganska tätbefolkat, med 67 invånare per kvadratkilometer.